# Frigyes brandenburg–bayreuthi őrgróf
Frigyes brandenburg–bayreuthi őrgróf (Weferlingen, 1711. május 10. – Bayreuth, 1763. február 26.) Dorottya schleswig–holstein–sonderburg–becki hercegnő (1685–1761) és György Frigyes Károly brandenburg–bayreuthi őrgróf (1688–1735) fia. 1735-től haláláig volt Brandenburg–Bayreuth őrgrófja.
Az őrgróf az Erlangeni Egyetem alapítója.
Férfi örökös hiányában Frigyes nagybátyja, Frigyes Keresztély lett az utódja. 